# M5 (astronomia)
M 5 (conosciuto anche come NGC 5904) è un ammasso globulare visibile nella costellazione del Serpente (Testa); è piuttosto brillante.

## Osservazione

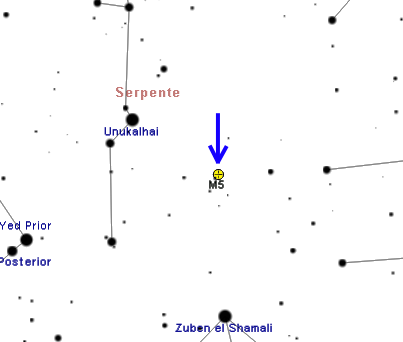
Mappa per individuare M5.

Per rintracciare M5 occorre puntare sulla stella Unukalhai (α Serpentis), quindi spostarsi di 8° a ovest e 4°20' verso sud; può essere ripreso nello stesso campo con un oculare a bassi ingrandimenti. In un binocolo 10x50 si presenta come un oggetto quasi stellare nebuloso; un buon binocolo 11x70 ne fornisce una splendida immagine, una macchia argentea dai bordi sfumati. In un rifrattore da 80 mm è una brillante nebulosa rotonda di 5' di diametro, mentre un telescopio da 100mm o più comincia a risolvere in stelle l'ammasso, ma il nucleo rimane irrisolvibile; né aumenta il diametro apparente rivelando le stelle più evanescenti che si trovano alla sua periferia.
M5 può essere osservato da entrambi gli emisferi terrestri, grazie al fatto che la sua posizione è praticamente equatoriale: l'oggetto infatti raggiunge quasi la medesima altezza in cielo da ogni coppia di latitudini opposte (ad esempio 30°N e 30°S), pertanto nessun emisfero risulta particolarmente privilegiato rispetto all'altro per la sua osservazione. Il periodo migliore per la sua individuazione nel cielo serale è quello compreso fra aprile e settembre.

## Storia delle osservazioni
È stato scoperto da Gottfried Kirch e da sua moglie Maria Margarethe Winckelmann il 5 maggio 1702; Messier riscoprì M5 nel maggio 1764, descrivendolo così: "Bella nebulosa tra la Bilancia e il Serpente, vicino alla stella n° 5 del Serpente (secondo il Catalogo di Flamsteed), di sesta magnitudine; non contiene stelle e, con un buon cielo, si vede bene in un ordinario strumento da un piede [di lunghezza focale]...rivista il 5 sett. 1780, e il 30 genn. e il 22 marzo 1781." La risoluzione in stelle fu ottenuta per la prima volta da William Herschel nel 1791. William Herschel dedica a M5 molte osservazioni, riuscendo anche a risolverlo in stelle per la prima volta; Lord Rosse lo descrive come un oggetto molto concentrato nelle regioni centrali.

## Caratteristiche
M5 è situato ad una distanza di circa 24.500 anni luce dalla Terra e contiene più di 100.000 stelle (secondo alcune stime 500.000); si sa che almeno un centinaio di queste sono stelle variabili del tipo RR Lyrae, con periodi che si aggirano intorno ai 0.5 giorni. La sua magnitudine apparente è 5,6.
Questo ammasso mostra una notevole ellitticità e con un'età stimata in 13 miliardi di anni si pensa sia uno degli ammassi globulari più vecchi. Ci appare di circa 17 primi d'arco e con un diametro reale di circa 130 anni luce è anche considerato uno dei più grandi ammassi globulari. M5 si sta allontanando da noi a circa 50 km/s.

### Libri
- (EN) Stephen James O'Meara, Deep Sky Companions: The Messier Objects, Cambridge University Press, 1998, ISBN 0-521-55332-6.

### Carte celesti
- Toshimi Taki, Taki's 8.5 Magnitude Star Atlas, su geocities.jp, 2005. URL consultato il 7 novembre 2010 (archiviato dall'url originale il 5 novembre 2018). - Atlante celeste liberamente scaricabile in formato PDF.
- Tirion, Rappaport, Lovi, Uranometria 2000.0 - Volume II - The Southern Hemisphere to +6°, Richmond, Virginia, USA, Willmann-Bell, inc., 1987, ISBN 0-943396-15-8.
- Tirion, Sinnott, Sky Atlas 2000.0 - Second Edition, Cambridge, USA, Cambridge University Press, 1998, ISBN 0-933346-90-5.
- Tirion, The Cambridge Star Atlas 2000.0, 3ª ed., Cambridge, USA, Cambridge University Press, 2001, ISBN 0-521-80084-6.